# Cucina kuwaitiana

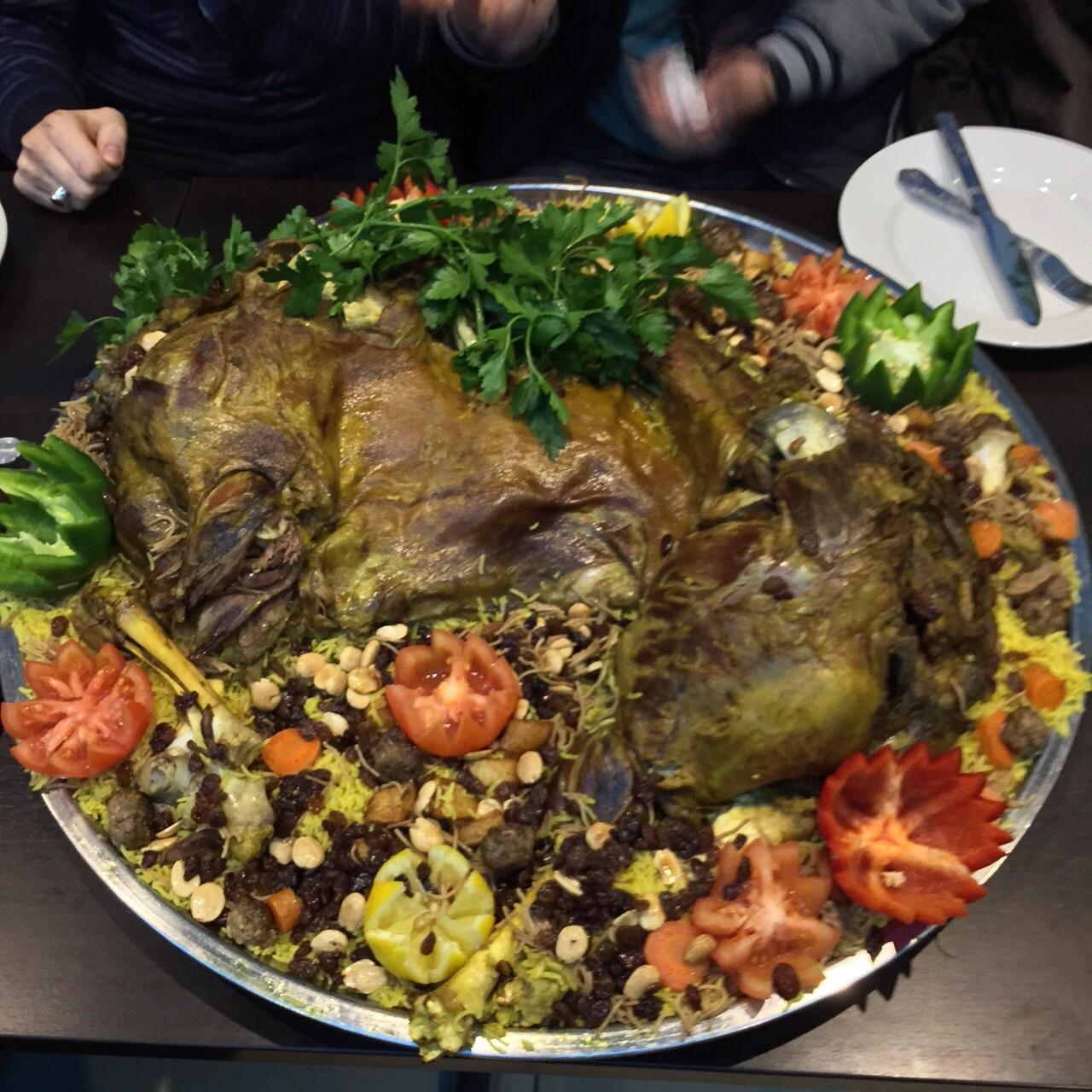
Khouzi

La cucina kuwaitiana comprende le abitudini culinarie del Kuwait. Essa risente della tradizione beduina, nonché delle cucine persiana, indiana e levantina. Inoltre, grazie alla massiccia immigrazione, in Kuwait si sono diffuse le cucine più disparate, come quella libanese, giapponese e polinesiana.

## Caratteristiche principali
In quanto un paese islamico, in Kuwait è proibito il consumo di carne di maiale e di alcol. Pertanto, le carni maggiormente diffuse sono agnello, montone e pollo. La tradizione peschereccia inoltre offre una certa varietà nella dieta kuwaitiana.
I principali cibi provenienti dalla tradizione beduina presenti nel paese sono il laban, la carne di montone e i datteri, mentre dalla cucina libanese provengono l'hummus, il tabbouleh e il fattoush. Il Golfo Persico offre cernie, pampi, alose indiane e pomadasys argenteus, solitamente conditi con prezzemolo, cipolla e a volte anche aneto. Un piatto tipicamente arabo è il khouzi, a base di carne di agnello ripieno di riso e noci, mentre i dolma sono degli involtini di verdure ripieni di carne e spezie. Tra i contorni non manca la pita, un tipo di pane piatto, mentre il sumac è un tipo di erba aromatica. Diffusissimi sono i tipi di kebab, tra cui lo shawerma. La frutta è ampiamente disponibile, e tra i dolci è presente l'Umm Ali, una sorta di crème caramel di origine egiziana.